# Skibob-Weltmeisterschaften 2011
Die 33. Skibob-Weltmeisterschaften fanden von 10. bis 13. Februar 2011 in Nauders im österreichischen Bundesland Tirol statt. Ausgetragen wurden die Disziplinen Super-G, Riesenslalom und Slalom. Medaillen wurden außerdem in der Kombinationswertung vergeben. Für die Organisation zeichnete der Skiclub Nauders verantwortlich.

## Teilnehmer
Teilnehmerländer und Anzahl der Starter in Klammern:
| Europa (7 Länder)                                                | Europa (7 Länder)                                            | Europa (7 Länder) |
| ---------------------------------------------------------------- | ------------------------------------------------------------ | ----------------- |
| - Deutschland (4) - Österreich (14) - Polen (5) - Schottland (1) | - Schweiz (3) - Tschechien (11) - Vereinigtes Königreich (4) |                   |
| Amerika (2 Länder)                                               |                                                              |                   |
| - Brasilien (1)                                                  | - Britische Jungferninseln (1)                               |                   |

## Medaillenspiegel
Berücksichtigt sind nur die Rennen in der allgemeinen Klasse.
| Platz | Land       |   |   |   |    |
| ----- | ---------- | - | - | - | -- |
| 1     | Tschechien | 4 | 4 | 3 | 11 |
| 2     | Österreich | 4 | 3 | 4 | 11 |
| 3     | Schweiz    | – | 1 | 1 | 2  |

## Herren

### Super-G
| Platz | Land | Sportler               | Zeit (min) |
| ----- | ---- | ---------------------- | ---------- |
| 01    | CZE  | David Krejčí           | 0:54,37    |
| 02    | SUI  | Björn Walter           | 0:55,31    |
| 03    | SUI  | Urs Tschümperlin       | 0:55,42    |
| 04    | CZE  | Tomáš Maťátko          | 0:55,70    |
| 05    | SUI  | Christian Tschümperlin | 0:55,71    |
| 06    | CZE  | Pavel Čiháček          | 0:55,74    |
| 07    | AUT  | Markus Moser           | 0:55,93    |
| 08    | AUT  | Gerhard Hauer          | 0:55,95    |
| 09    | CZE  | Michal Pasler          | 0:55,96    |
| 10    | AUT  | Christian Ablinger     | 0:56,31    |

Datum: 13. Februar, 10:00 Uhr

Strecke: Zirmbahn, Bergkastel

Starthöhe: 2450 m, Zielhöhe: 2170 m

Höhenunterschied: 280 m, Länge: 1159 m

Kurssetzer: Pavel Hlaváč (CZE), 27 Tore
24 Sportler am Start, davon 23 klassiert

Titelverteidiger:  Markus Moser

### Riesenslalom
| Platz | Land | Sportler               | Zeit (min) |
| ----- | ---- | ---------------------- | ---------- |
| 01    | AUT  | Gerhard Hauer          | 1:59,41    |
| 02    | AUT  | Markus Moser           | 2:00,02    |
| 03    | CZE  | Tomáš Maťátko          | 2:00,06    |
| 04    | GER  | Christian Stein        | 2:00,08    |
| 04    | SUI  | Christian Tschümperlin | 2:00,08    |
| 06    | AUT  | Gerfried Seeber        | 2:00,25    |
| 07    | CZE  | David Krejčí           | 2:00,48    |
| 08    | SUI  | Urs Tschümperlin       | 2:00,81    |
| 09    | CZE  | Pavel Čiháček          | 2:01,16    |
| 10    | CZE  | Martin Křížka          | 2:01,57    |

Datum: 12. Februar, 10:00 Uhr bzw. 12:30 Uhr

Strecke: Zirmbahn, Bergkastel

Starthöhe: 2450 m, Zielhöhe: 2170 m

Höhenunterschied: 280 m, Länge: 1159 m

Kurssetzer 1. Durchgang: Willy Hediger (SUI), 34 Tore

Kurssetzer 2. Durchgang: Petra Gamper (AUT), 34 Tore
25 Sportler am Start, davon 23 klassiert

Ausgeschieden: Björn Walter (SUI)
Titelverteidiger:  Markus Moser

### Slalom
| Platz | Land | Sportler           | Zeit (min) |
| ----- | ---- | ------------------ | ---------- |
| 01    | AUT  | Markus Moser       | 1:28,23    |
| 02    | AUT  | Gerhard Hauer      | 1:29,37    |
| 03    | AUT  | Christian Ablinger | 1:31,93    |
| 04    | CZE  | Tomáš Maťátko      | 1:32,24    |
| 05    | CZE  | Pavel Čiháček      | 1:33,09    |
| 06    | AUT  | Martin Gutjahr     | 1:33,76    |
| 07    | AUT  | Markus Achleitner  | 1:34,54    |
| 08    | AUT  | Gerfried Seeber    | 1:36,14    |
| 09    | AUT  | Mathias Ablinger   | 1:38,18    |
| 10    | CZE  | Martin Křížka      | 1:38,64    |

Datum: 11. Februar, 10:00 Uhr bzw. 12:30 Uhr

Strecke: Zirmbahn, Bergkastel

Starthöhe: 2450 m, Zielhöhe: 2170 m

Höhenunterschied: 280 m, Länge: 1159 m

Kurssetzer 1. Durchgang: Petra Gamper (AUT), 38 Tore

Kurssetzer 2. Durchgang: Willy Hediger (SUI), 38 Tore
25 Sportler am Start, davon 20 klassiert

Disqualifiziert u. a.: David Krejčí (CZE)
Titelverteidiger:  Markus Moser

### Kombination
| Platz | Land | Sportler               | Zeit (min) |
| ----- | ---- | ---------------------- | ---------- |
| 01    | AUT  | Markus Moser           | 4:24,18    |
| 02    | AUT  | Gerhard Hauer          | 4:24,73    |
| 03    | CZE  | Tomáš Maťátko          | 4:28,00    |
| 04    | CZE  | Pavel Čiháček          | 4:29,99    |
| 05    | AUT  | Christian Ablinger     | 4:30,01    |
| 06    | AUT  | Gerfried Seeber        | 4:32,94    |
| 07    | CZE  | Martin Křížka          | 4:36,80    |
| 08    | SUI  | Christian Tschümperlin | 4:36,96    |
| 09    | SUI  | Urs Tschümperlin       | 4:37,34    |
| 10    | AUT  | Markus Achleitner      | 4:38,26    |

Das Ergebnis der Kombination setzt sich aus den addierten Zeiten von Super-G, Riesenslalom und Slalom zusammen.

18 Sportler klassiert
Titelverteidiger:  Markus Moser

## Damen

### Super-G
| Platz | Land | Sportler                      | Zeit (min) |
| ----- | ---- | ----------------------------- | ---------- |
| 01    | CZE  | Alena Housová                 | 0:58,19    |
| 02    | CZE  | Klára Hofmanová               | 0:58,68    |
| 03    | AUT  | Lisa Zaff                     | 1:00,50    |
| 04    | AUT  | Kerstin Zoister               | 1:00,76    |
| 05    | AUT  | Iris Lienhard                 | 1:00,85    |
| 06    | CZE  | Karolina Podraska             | 1:01,85    |
| 07    | CZE  | Aneta Havlíčková              | 1:01,96    |
| 08    | POL  | Wioletta Pachula              | 1:06,40    |
| 09    | POL  | Agata Hołomek                 | 1:07,77    |
| 10    | BRA  | Christiane Driemeyer-Stenchly | 1:18,02    |

Datum: 13. Februar, 10:00 Uhr

Strecke: Zirmbahn, Bergkastel

Starthöhe: 2450 m, Zielhöhe: 2170 m

Höhenunterschied: 280 m, Länge: 1159 m

Kurssetzer: Pavel Hlaváč (CZE), 27 Tore
10 Sportlerinnen am Start, davon 10 klassiert

Titelverteidigerin:  Klára Hofmanová

### Riesenslalom
| Platz | Land | Sportler          | Zeit (min) |
| ----- | ---- | ----------------- | ---------- |
| 01    | CZE  | Alena Housová     | 2:06,78    |
| 02    | CZE  | Klára Hofmanová   | 2:09,35    |
| 03    | AUT  | Lisa Zaff         | 2:10,95    |
| 04    | AUT  | Iris Lienhard     | 2:11,04    |
| 05    | AUT  | Kerstin Zoister   | 2:11,98    |
| 06    | CZE  | Karolina Podraska | 2:13,14    |
| 07    | AUT  | Claudia Hartl     | 2:14,97    |
| 08    | CZE  | Aneta Havlíčková  | 2:16,93    |
| 09    | POL  | Wioletta Pachula  | 2:23,81    |
| 10    | POL  | Agata Hołomek     | 2:26,52    |

Datum: 12. Februar, 10:00 Uhr bzw. 12:30 Uhr

Strecke: Zirmbahn, Bergkastel

Starthöhe: 2450 m, Zielhöhe: 2170 m

Höhenunterschied: 280 m, Länge: 1159 m

Kurssetzer 1. Durchgang: Willy Hediger (SUI), 34 Tore

Kurssetzer 2. Durchgang: Petra Gamper (AUT), 34 Tore
12 Sportlerinnen am Start, davon 11 klassiert

Titelverteidigerin:  Petra Mörtenhuemer

### Slalom
| Platz | Land | Sportler                      | Zeit (min) |
| ----- | ---- | ----------------------------- | ---------- |
| 01    | AUT  | Iris Lienhard                 | 1:34,20    |
| 02    | CZE  | Alena Housová                 | 1:35,67    |
| 03    | CZE  | Klára Hofmanová               | 1:37,81    |
| 04    | AUT  | Kerstin Zoister               | 1:42,53    |
| 05    | AUT  | Claudia Hartl                 | 1:44,26    |
| 06    | AUT  | Lisa Zaff                     | 1:44,78    |
| 07    | POL  | Wioletta Pachula              | 1:44,94    |
| 08    | POL  | Agata Hołomek                 | 1:56,60    |
| 09    | CZE  | Karolina Podraska             | 2:01,22    |
| 10    | BRA  | Christiane Driemeyer-Stenchly | 2:22,64    |

Datum: 11. Februar, 10:00 Uhr bzw. 12:30 Uhr

Strecke: Zirmbahn, Bergkastel

Starthöhe: 2450 m, Zielhöhe: 2170 m

Höhenunterschied: 280 m, Länge: 1159 m

Kurssetzer 1. Durchgang: Petra Gamper (AUT), 38 Tore

Kurssetzer 2. Durchgang: Willy Hediger (SUI), 38 Tore
12 Sportlerinnen am Start, davon 11 klassiert

Disqualifiziert: Aneta Havlíčková (CZE)
Titelverteidigerin:  Iris Lienhard

### Kombination
| Platz | Land | Sportler                      | Zeit (min) |
| ----- | ---- | ----------------------------- | ---------- |
| 01    | CZE  | Alena Housová                 | 4:40,64    |
| 02    | CZE  | Klára Hofmanová               | 4:45,84    |
| 03    | AUT  | Iris Lienhard                 | 4:46,09    |
| 04    | AUT  | Kerstin Zoister               | 4:55,27    |
| 05    | AUT  | Lisa Zaff                     | 4:56,23    |
| 06    | POL  | Wioletta Pachula              | 5:15,15    |
| 07    | CZE  | Karolina Podraska             | 5:16,21    |
| 08    | POL  | Agata Hołomek                 | 5:30,89    |
| 09    | BRA  | Christiane Driemeyer-Stenchly | 6:31,83    |

Das Ergebnis der Kombination setzt sich aus den addierten Zeiten von Super-G, Riesenslalom und Slalom zusammen.

9 Sportlerinnen klassiert
Titelverteidigerin:  Petra Mörtenhuemer

## Altersklassen
Neben den Herren- und Damenrennen in der allgemeinen Klasse wurden in allen Disziplinen auch die männlichen Weltmeister in der Jugendklasse ermittelt. Die Weltmeisterschaften in den übrigen Klassen (Schüler, Jugend weiblich und Altersklassen) wurden separat von 24. bis 27. Februar 2011 in Lungötz ausgetragen.